# Convextrocerus namibicus
Convextrocerus namibicus är en stekelart som beskrevs av Gusenleitner 2001. Convextrocerus namibicus ingår i släktet Convextrocerus och familjen Eumenidae. Inga underarter finns listade i Catalogue of Life.